# Palythoa guangdongensis
Palythoa guangdongensis är en korallart som beskrevs av Zunan 1998. Palythoa guangdongensis ingår i släktet Palythoa och familjen Zoanthidae. Inga underarter finns listade i Catalogue of Life.